# 수지 포터
수지 포터(Susie Porter, 1971년 ~ )는 오스트레일리아의 배우이다.